# Теслевцьовий Степан
Теслевцьо́вий (Теслович) Степа́н, церковний діяч Закарпаття 17 століття, греко-католицький священик.

## Короткий життєпис
Степан Теслевцьовий зібрав цінний рукописний збірник українською народною мовою: 69 оповідань з апокрифів, житій, повістей та леґенд, у більшості київського походження. Частина оповідань побудована на польських релігійних працях того часу. Деякі історики літератури Закарпаття вважають самого Теслевцьова автором окремих оповідань, поміщених у збірнику.